# Festival Eurovisão da Canção Júnior 2007
O Festival Eurovisão da Canção Júnior 2007 foi a quinta edição do Festival Eurovisão da Canção Júnior. Foi realizado no Ahoy em Rotterdam, Holanda, em 8 de dezembro. O país anfitrião foi escolhido pela European Broadcasting Union (EBU) em 13 de julho de 2006. A cidade anfitriã foi anunciada em 11 de setembro de 2006. A AVRO ganhou o direito de sediar o espetáculo sobre a Hrvatska radiotelevizija (HRT) da Croácia (que, na verdade, não participou neste concurso) e a Cyprus Broadcasting Corporation (CyBC) de Chipre. O orçamento do concurso foi declarado em mais de € 2.000.000.
A Bielorrússia venceu o Concurso por um único ponto sobre a Arménia. O artista premiado foi Alexey Zhigalkovich, cantando "S druz'yami" (Com os amigos). Esta foi a segunda vitória da Bielorrússia'; venceu pela primeira vez em 2005. Este é o único concurso a data em que a canção vencedora não recebe pontos de todos os países participantes.

## Localização
Três países se candidataram aos direitos de sediar o quinto Festival Eurovisão da Canção Júnior; Hrvatska radiotelevizija (HRT) para a Croácia ; Cyprus Broadcasting Corporation (CyBC) para Chipre; e Algemene Vereniging Radio Omroep (AVRO) para os Países Baixos. A AVRO recebeu o direito de sediar o concurso em 2007, com um orçamento de mais de dois milhões de euros gastos para encenar o evento.

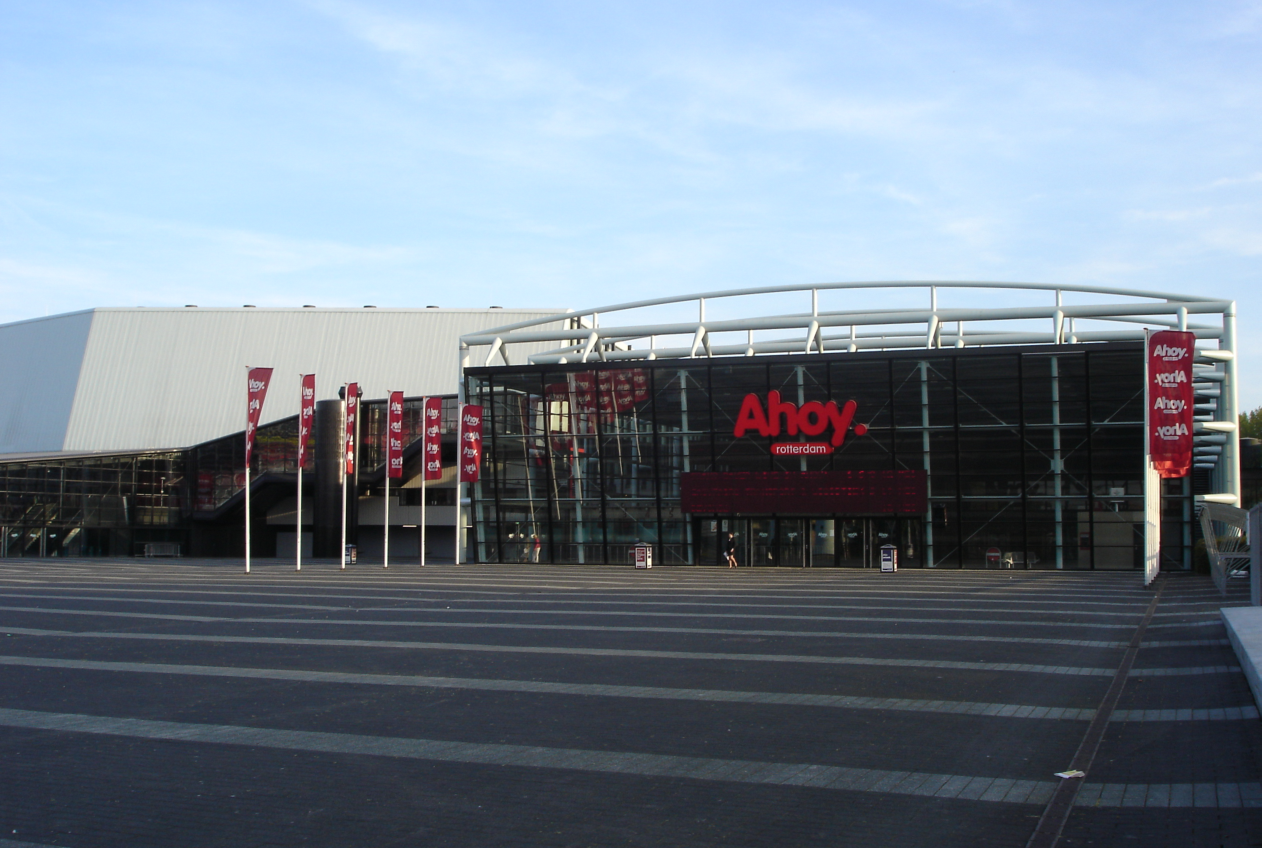
Ahoy, Rotterdam. Local do Festival Eurovisão da Canção 2007.

Ahoy foi lançado em 1950. Após a devastação causada pela Segunda Guerra Mundial, a cidade de Roterdã havia trabalhado na reconstrução e o porto de Roterdã estava praticamente completo. Para marcar a ocasião, o Rotterdam Ahoy! A exposição foi realizada em um salão especialmente construído no local onde hoje funciona a faculdade de medicina da Universidade Erasmus. A sala de exposições foi chamada de Ahoy'-Hal. O apóstrofo é um remanescente do ponto de exclamação original. O salão foi utilizado para uma série de eventos nacionais e internacionais, como a exposição do trabalho do arquiteto Frank Lloyd Wright. Durante a enchente do Mar do Norte de 1953, o salão também provou seu valor como um centro de recepção para as vítimas. Ahoy Rotterdam, em sua forma atual, foi construída em 1970. O design marcante do complexo ganhou vários prêmios nacionais e internacionais por suas estruturas de aço especiais. O primeiro evento a ser realizado lá foi a exposição da família Femina. Desde então, Ahoy foi expandido em várias ocasiões, sendo renovado e remodelado em 1998 para criar o local multifuncional de hoje.

## Controvérsia
Nos últimos anos, a maioria dos concursos do Eurovision envolveu alguma controvérsia devido a alegações de plágio de música. Este ano não é uma exceção, a inscrição russa recebeu alegações de um compositor adulto de que ela é a compositora original da música. Outras alegações foram feitas de que a canção foi realizada antes da seleção nacional, tanto quanto um ano atrás, em agosto de 2006, que é alegadamente uma violação das regras, conforme definido pela EBU. No momento em que escrevo, nenhuma resolução para esse assunto foi feita.

## CD e DVD oficiais
Um CD duplo oficial do Festival Eurovisão da Canção Júnior 2007 foi planejado para ser vendido em 23 de dezembro de 2007. A EBU anunciou que não haveria nenhum DVD oficial do concurso devido ao desinteresse. O single belga foi lançado em 5 de outubro de 2007, enquanto o holandês entrou à venda em 26 de outubro de 2007. Não há planos para lançamentos comerciais únicos de entradas do JESC em outros países, mas algumas cópias promocionais para Rotterdam podem ser impressas.

## Participantes
Patricia Goldsmith, Assessora de Comunicação do departamento de TV da Eurovision, declarou que "18 países participarão" no Festival Eurovisão da Canção Júnior de 2007, embora a emissora espanhola Radiotelevisión Española (RTVE) tenha anunciado sua retirada do concurso. A emissora croata HRT também se retirou devido a despesas e dificuldades na transmissão do concurso ao vivo. Armênia, Bulgária, Geórgia e Lituânia foram os recém-chegados este ano. A Bósnia e Herzegovina seria um dos quatro debutantes, mas a Geórgia ocupou este lugar quando a Radiotelevizija Bosne i Hercegovine (BHRT) decidiu retirar-se da participação. A idade mínima dos concorrentes foi aumentada de 8 para 10 anos este ano.

## Resultados
| Número | País               | Artista                                  | Canção                                          | Língua     | Posição | Pontos |
| ------ | ------------------ | ---------------------------------------- | ----------------------------------------------- | ---------- | ------- | ------ |
| 01     | Geórgia            | Mariam Romelashvili                      | "Odelia Ranuni" (ოდელია რანუნი)                 | Georgiano  | 4       | 116    |
| 02     | Bélgica            | Trust                                    | "Anders"                                        | Neerlandês | 15      | 19     |
| 03     | Arménia            | Arevik                                   | "Erazanq" (Երազանք)                             | Arménio    | 2       | 136    |
| 04     | Chipre             | Yiorgos Ioannides                        | "I mousiki dinei ftera" (Η μουσική δίνει φτερά) | Grego      | 14      | 29     |
| 05     | Portugal           | Jorge Leiria                             | "Só quero é cantar"                             | Português  | 16      | 15     |
| 06     | Rússia             | Alexandra Golovchenko                    | "Otlichnitsa" (Отличница)                       | Russo      | 6       | 105    |
| 07     | Roménia            | 4Kids                                    | "Sha-la-la"                                     | Romeno     | 10      | 54     |
| 08     | Bulgária           | Bon-Bon                                  | "Bonbolandiya" (Бонболандия)                    | Búlgaro    | 7       | 86     |
| 09     | Sérvia             | Nevena Božović                           | "Piši mi" (Пиши ми)                             | Sérvio     | 3       | 120    |
| 10     | Países Baixos      | Lisa, Amy & Shelley                      | "Adem in, adem uit"                             | Neerlandês | 11      | 39     |
| 11     | Macedónia do Norte | Rosica Kulakova and Dimitar Stojmenovski | "Ding Ding Dong" (Динг Динг Донг)               | Macedônio  | 5       | 111    |
| 12     | Ucrânia            | Ilona Halytska                           | "Urok hlamuru" (Урок гламуру)                   | Ucraniano  | 9       | 56     |
| 13     | Suécia             | Frida Sandén                             | "Nu eller aldrig"                               | Sueco      | 8       | 83     |
| 14     | Malta              | Cute                                     | "Music"                                         | Inglês     | 12      | 37     |
| 15     | Grécia             | Made in Greece                           | "Kapou berdeftika" (Καποu μπερδεύτηκα)          | Grego      | 17      | 14     |
| 16     | Lituânia           | Lina Joy                                 | "Kai miestas snaudžia"                          | Lituano    | 13      | 33     |
| 17     | Bielorrússia       | Alexey Zhigalkovich                      | "S druz'yami" (С друзьями)                      | Russo      | 1       | 137    |

## Folha de pontuação
|                                                                                        |               | Resultados |         |        |          |        |         |          |        |               |                    |         |        |       |        |          |              |    |    |
| Total                                                                                  | Geórgia       | Bélgica    | Armênia | Chipre | Portugal | Rússia | Romênia | Bulgária | Sérvia | Países Baixos | Macedónia do Norte | Ucrânia | Suécia | Malta | Grécia | Lituânia | Bielorrússia |    |    |
| Concorrentes                                                                           | Geórgia       | 116        |         | 4      | 12       | 10     | 4       | 8        | 4      | 5             |                    | 6       | 5      | 8     | 5      | 10       | 8            | 10 | 5  |
| Concorrentes                                                                           | Bélgica       | 19         |         |        |          |        |         |          |        |               |                    | 7       |        |       |        |          |              |    |    |
| Concorrentes                                                                           | Armênia       | 136        | 12      | 12     |          | 12     |         | 12       | 12     | 8             | 5                  | 12      |        | 12    | 10     |          | 10           |    | 7  |
| Concorrentes                                                                           | Chipre        | 29         |         |        | 5        |        |         |          |        |               |                    |         |        |       |        |          | 12           |    |    |
| Concorrentes                                                                           | Portugal      | 15         |         |        | 2        | 1      |         |          |        |               |                    |         |        |       |        |          |              |    |    |
| Concorrentes                                                                           | Rússia        | 105        | 1       | 2      | 10       | 5      | 6       |          | 3      | 6             | 10                 | 3       | 10     | 7     | 2      | 8        | 4            | 4  | 12 |
| Concorrentes                                                                           | Roménia       | 54         |         |        |          | 8      | 8       | 1        |        | 7             | 4                  |         | 3      |       | 1      | 5        | 2            | 1  | 2  |
| Concorrentes                                                                           | Bulgária      | 86         | 6       | 7      | 6        | 7      | 1       | 3        | 8      |               | 7                  | 5       | 7      | 3     | 3      | 4        | 5            | 2  |    |
| Concorrentes                                                                           | Sérvia        | 120        | 7       | 6      | 4        | 6      | 7       | 7        | 5      | 4             |                    | 8       | 12     | 6     | 12     | 6        | 6            | 6  | 6  |
| Concorrentes                                                                           | Países Baixos | 39         | 3       | 10     | 1        | 4      |         |          |        | 1             |                    |         |        |       | 6      | 2        |              |    |    |
| Concorrentes                                                                           | Macedônia     | 111        | 5       | 3      | 7        | 3      | 10      | 5        | 10     | 12            | 12                 |         |        | 5     | 7      | 7        |              | 5  | 8  |
| Concorrentes                                                                           | Ucrânia       | 56         | 10      |        | 3        |        | 3       | 6        | 1      |               | 1                  |         | 1      |       |        | 1        | 1            | 7  | 10 |
| Concorrentes                                                                           | Suécia        | 83         | 2       | 8      |          |        | 5       | 4        | 6      | 2             | 6                  | 10      | 6      | 4     |        | 3        | 3            | 8  | 4  |
| Concorrentes                                                                           | Malta         | 37         |         |        |          |        | 2       |          | 2      | 3             | 2                  | 1       | 4      | 1     | 4      |          |              | 3  | 3  |
| Concorrentes                                                                           | Grecia        | 14         |         |        |          | 2      |         |          |        |               |                    |         |        |       |        |          |              |    |    |
| Concorrentes                                                                           | Lituânia      | 33         | 8       | 1      |          |        |         | 2        |        |               | 3                  | 2       | 2      | 2     |        |          |              |    | 1  |
| Concorrentes                                                                           | Bielorrússia  | 137        | 4       | 5      | 8        |        | 12      | 10       | 7      | 10            | 8                  | 4       | 8      | 10    | 8      | 12       | 7            | 12 |    |
| A tabela é ordenada pela aparência. Todos os países recebem automaticamente 12 pontos. |               |            |         |        |          |        |         |          |        |               |                    |         |        |       |        |          |              |    |    |

### 12 pontos
Abaixo está um resumo de todos os 12 pontos recebidos:
| N. | Concorrente  | Nação de voto                                               |
| -- | ------------ | ----------------------------------------------------------- |
| 7  | Arménia      | Bélgica, Chipre, Geórgia, Holanda, Roménia, Rússia, Ucrânia |
| 3  | Bielorrússia | Lituânia, Malta, Portugal                                   |
| 2  | Sérvia       | Macedónia, Suécia                                           |
| 2  | Macedónia    | Bulgária, Sérvia                                            |
| 1  | Chipre       | Grécia                                                      |
| 1  | Georgia      | Arménia                                                     |
| 1  | Rússia       | Bielorrússia                                                |

- Todos os países receberam 12 pontos no início da votação. Isso foi tão nenhum país tem pontos nulos.

## Transmissões e votações internacionais

### Votação e porta-vozes
Os telespectadores de cada país participante votaram por telefone e SMS. Os prêmios de cada país apontam para seus 10 favoritos com base nesses resultados de votação pública. Os seguintes porta-vozes anunciaram o ponto 1 a 8, 10 e o máximo de 12 pontos.
- Geórgia – Nino Epremidze
- Bélgica – Bab Buelens
- Arménia – Ani Sahakyan
- Chipre – Natalie Michael
- Portugal – Clara Pedro
- Rússia – Marina Knyazeva
- Roménia – Iulia Ciobanu
- Bulgária – Lyubomir Hadjiyski
- Sérvia – Anđelija Erić
- Países Baixos – Kimberly Nieuwenhuizen (Representou a Holanda em 2006)
- Macedónia do Norte – Mila Zafirović
- Ucrânia – Assol
- Suécia – Molly Sandén (Representou a Suécia em 2006)
- Malta – Sophie DeBattista (Representou Malta em 2006)
- Grécia – Chloe Sofia Boleti (Representou a Grécia em 2006)
- Lituânia – Indre Grikstelyte
- Bielorrússia – Alexander Rogachevskiy

### Comentadores
A maioria dos países enviou comentadores para Roterdão ou comentaram a partir do seu próprio país, a fim de acrescentar informações aos participantes e, se necessário, fornecer informação sobre as votações. Um webcast ao vivo também foi transmitido através do site oficial do Junior Eurovision.
- Arménia – Gohar Gasparyan and Felix Khachatryan (ARMTV)
- Austrália (país não participante) – No commentator (SBS)[a]
- Azerbaijão (país não participante) – TBC (İTV)
- Bielorrússia – Denis Kurian (BTRC)
- Bélgica – Kristien Maes and Ben Roelants (VRT)
- Bósnia e Herzegovina (país não participante) – Dejan Kukrić (BHRT)
- Bulgária – Elena Rosberg and Georgi Kushvaliev (BNT)
- Chipre – Kyriakos Pastides (CyBC)
- Geórgia – Temo Kvirkvelia (GPB)
- Grécia – Marion Mihelidaki (ERT)
- Israel (país não participante) – Sem comentador (IBA)[b]
- Lituânia –  Darius Uzkuraitis (LRT)
- Macedónia do Norte – Milanka Rašik (MKRTV)
- Malta – Valerie Vella (PBS)
- Países Baixos – Marcel Kuijer (AVRO)
- Portugal – Isabel Angelino (RTP)
- Roménia – Ioana Isopakos and Alexandru Nagy (TVR)
- Rússia – Olga Shelest (RTR)
- Sérvia – Duška Vučinić-Lučić (RTS2)
- Suécia – Adam Alsing (TV4)
- Ucrânia - Timur Miroshnychenko (NTU)